# Télécommande Wii
La télécommande Wii (appellation officielle), également appelée Wii Remote (Wiiリモコン, Wī Rimokon) ou plus simplement Wiimote, est un contrôleur de la console de jeux vidéo Wii de Nintendo. Celle-ci est également compatible avec la Wii U (et était donc toujours commercialisée durant la durée de vie de la Wii U malgré l'arrêt de la production de la Wii survenu en octobre 2013. Elle était commercialisée comme étant un accessoire Wii U). Le contrôleur est révélé au Tokyo Game Show le 14 septembre 2005, et le nom officiel le 27 avril 2006.
Il s'agit d'une manette rectangulaire généralement tenue à une main, mais il est également possible de la tenir à deux mains, comme les manettes conventionnelles, pour certains jeux. Elle est équipée de plusieurs capteurs lui permettant de se repérer dans l'espace et de retranscrire ses mouvements à l'écran. Cela permet une nouvelle manière de jouer, plus immersive selon le constructeur. Son nom, lui, vient de l'association du nom de la console, et du mot anglais remote (qui signifie télécommande). Dans un jeu de tir à la première personne par exemple, la télécommande Wii représente l'arme dirigée juste en bougeant la main dans la direction voulue. Elle peut également s'utiliser dans d'autres jeux en tant que canne à pêche, baguette de chef d'orchestre, épée, notamment.

## Fonctionnement

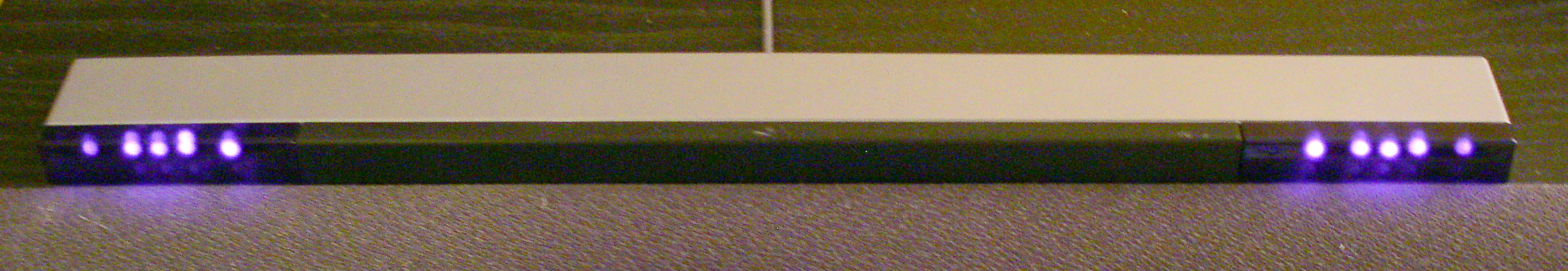
La « Sensor Bar », avec ses DEL infrarouges.

Pour déterminer sa position par rapport au téléviseur, la télécommande Wii utilise une barre fluorescente alimentée par la console, et placé au-dessus ou en dessous du téléviseur. Cette barre comprend dix DEL infrarouges, réparties par groupe de cinq de chaque côté, que la télécommande Wii repère grâce à une caméra sensible à cette même longueur d'onde. Ce procédé (appelé triangulation) permet à la télécommande Wii de capturer la position relative du champ de DEL. La télécommande Wii peut ainsi calculer précisément et rapidement sa position par rapport à la barre et pointer un point précis sur l'écran. Mais elle a besoin pour cela d'être orientée face à l'écran (de façon à avoir la barre dans son « champ de vision »).

## Caractéristiques

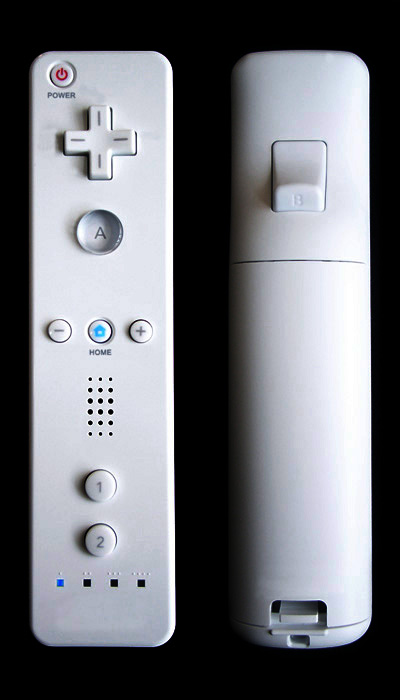
La télécommande Wii vue de face et de dos.

Pour compléter ce détecteur, la télécommande Wii dispose d'accéléromètres. Les accéléromètres utilisés sont des ADXL330 fournis par Analog Devices. La télécommande Wii ne contient pas de gyroscope, mais se sert des accéléromètres et de la gravité terrestre pour déterminer ses différents angles d'inclinaison. En ce qui concerne l'alimentation, Nintendo a déclaré que la télécommande Wii consommait deux piles LR6 pour trente à soixante heures d'autonomie environ selon l'utilisation d'une extension ou pas.
La télécommande Wii peut permettre en outre de stocker un ou plusieurs avatars Mii permettant ainsi de jouer avec son Mii sur une console Wii tierce. La « télécommande » est munie d'une croix directionnelle, d'un bouton « A », d'une gâchette « B », de boutons « + » et « - », d'un autre bouton marqué d'une maison (bouton Home) et qui sert à rejoindre le menu Home, et d'un bouton Power qui permet d'allumer et d'éteindre la console Wii. À noter aussi deux derniers boutons, semblables au bouton « B » de la manette GameCube, marqués d'un « 1 » et d'un « 2 ».
Elle est, de plus, équipée d'un kit de vibration, et d'un haut-parleur. Par exemple, si dans un jeu la télécommande Wii sert d'arc, le début du son produit par une flèche tirée sera émis par la télécommande Wii, puis sera progressivement diminué sur celle-ci, et augmenté sur la télé, donnant l'impression qu'une flèche partie de la télécommande Wii est allée jusqu'au téléviseur, créant ainsi un effet de son spatial.
La connexion de la télécommande Wii avec la console est assurée par Bluetooth. Elle peut donc être connectée à des ordinateurs exécutant Microsoft Windows et Linux afin de jouer aux émulateurs Dolphin et Cemu. Elle peut aussi être connectée à MacOS en utilisant WiimotePair.  La télécommande Wii est également munie d'une dragonne pour l'attacher au poignet.

## Modèles
La télécommande Wii de base est de couleur blanche, et est sortie en même temps que la console. D'autres modèles ont vu le jour après :
- La télécommande Wii (Plus) noire, incluse dans le pack Wii noire, puis vendue en télécommande Wii Plus seule ;
- La télécommande Wii (Plus) bleu clair, incluse dans le pack Mario et Sonic aux Jeux olympiques de Londres 2012, et vendue en télécommande Wii Plus seule ;
- La télécommande Wii (Plus) rose, vendue seule ;
- La télécommande Wii (Plus) rouge, incluse dans le pack 25e Anniversaire de Mario, vendue avec le jeu Wii Play: Motion et vendue avec la Wii Mini ;
- La télécommande Wii Plus or, vendue dans un pack spécial avec le jeu The Legend of Zelda: Skyward Sword.

## Extensions
La télécommande Wii se présente en fait comme la partie centrale de tout un système de contrôle. En effet, elle possède un port d'extension qui permet de la relier à plusieurs accessoires.

### Nunchuk

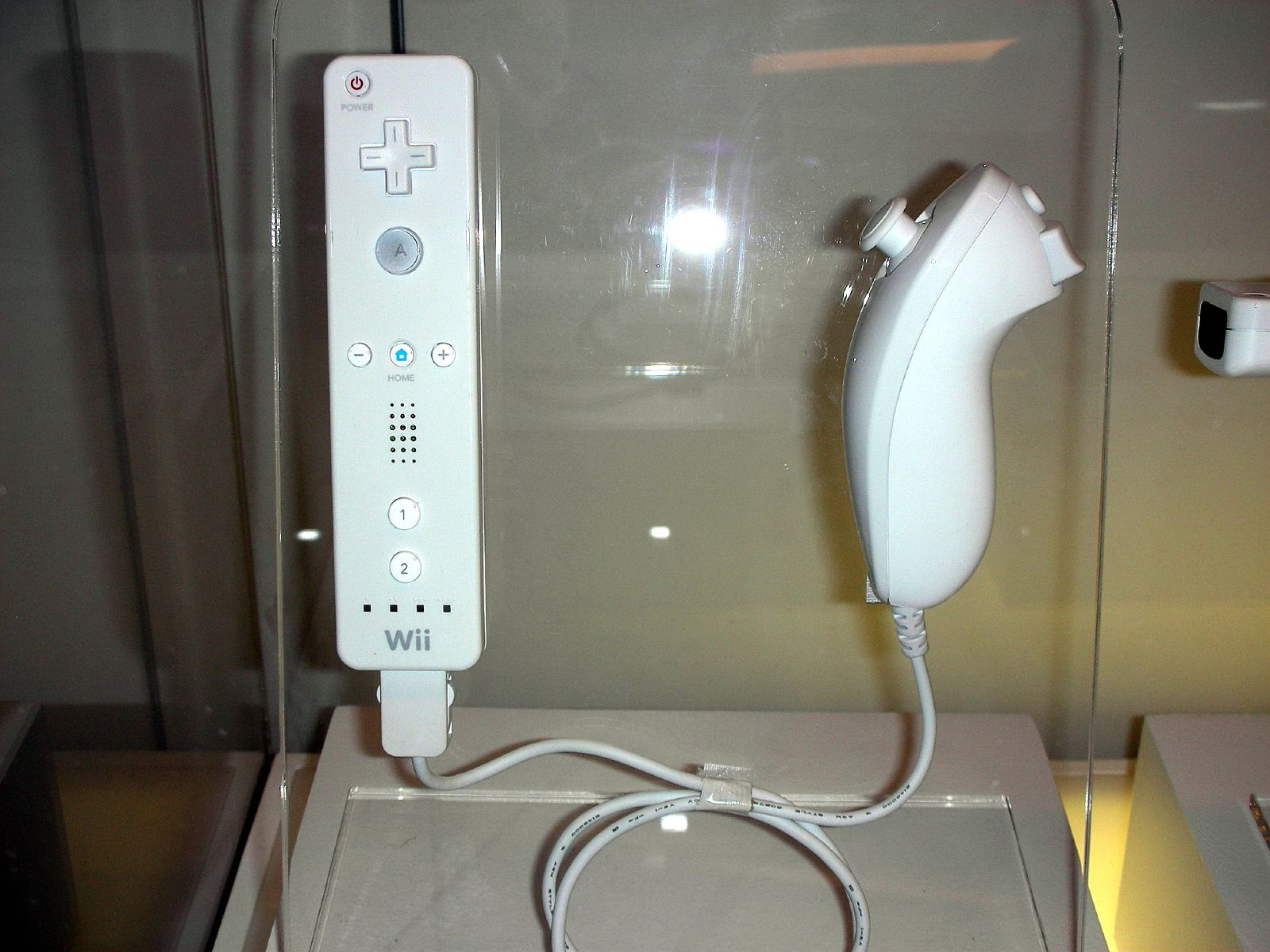
Télécommande Wii (gauche), et Nunchuk (droite).

Le Nunchuk est l'accessoire de base de la télécommande Wii, et sert dans pratiquement tous les jeux. Il a été baptisé ainsi en raison de sa lointaine ressemblance avec un nunchaku.
Le Nunchuk est relié à la télécommande Wii par le biais d'une connexion filaire. Il comprend un stick analogique et les touches « C » et « Z ». Il est équipé d’un accéléromètre de chez STMicroelectronics (LIS3L02AL) pour la reconnaissance des mouvements, mais pas de haut-parleur ni de moteur de vibration. Cet accessoire est fourni dans la boîte de la Wii à l'achat. Un Nunchuk est vendu attaché à la console Wii. Les autres télécommandes Wii sont vendues séparément sans le Nunchuk.

### Manette classique

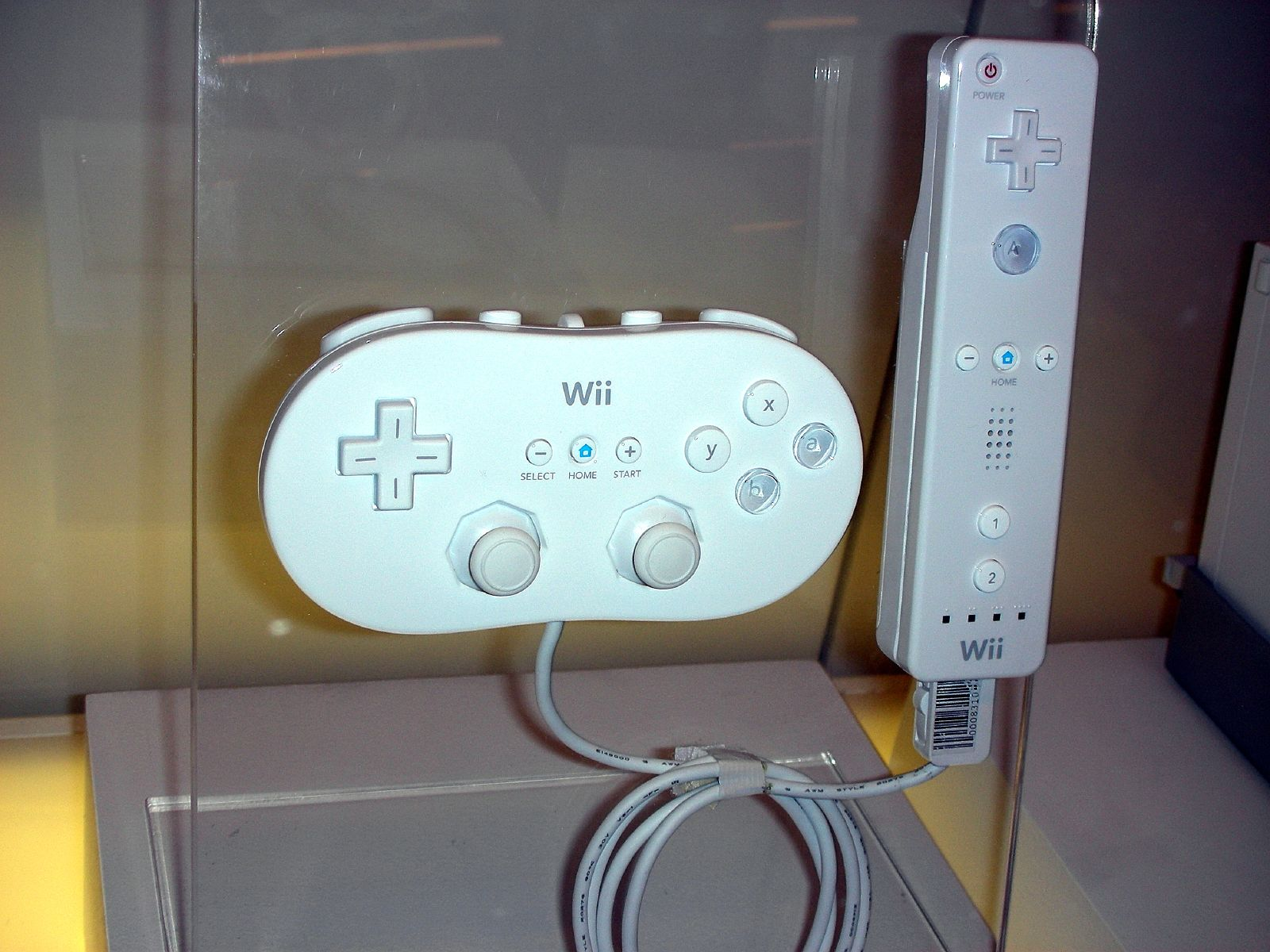
Manette classique (gauche) reliée à une télécommande Wii (droite).

Il existe deux versions de la manette classique, la classique originale, et la classique pro. La manette classique, destinée à la Wii, ressemble à la manette du SNES, et permet de jouer à certains jeux Wii et WiiWare, mais son but principal est son utilisation pour la Console Virtuelle, une plate-forme de téléchargements d'anciens jeux. La manette classique, également appelée « WiiPad », est reliée, tout comme le Nunchuk, à la télécommande Wii mais n'est pas vendue avec la console. Ses touches sont les mêmes que celle de la manette GameCube : « A », « B », « X », « Y », et quatre en haut de la manette : « ZR », « ZL », « R », « L ». Similaire à la manette classique ordinaire, la manette pro possède deux poignées et un meilleur confort général.

### Wii MotionPlus

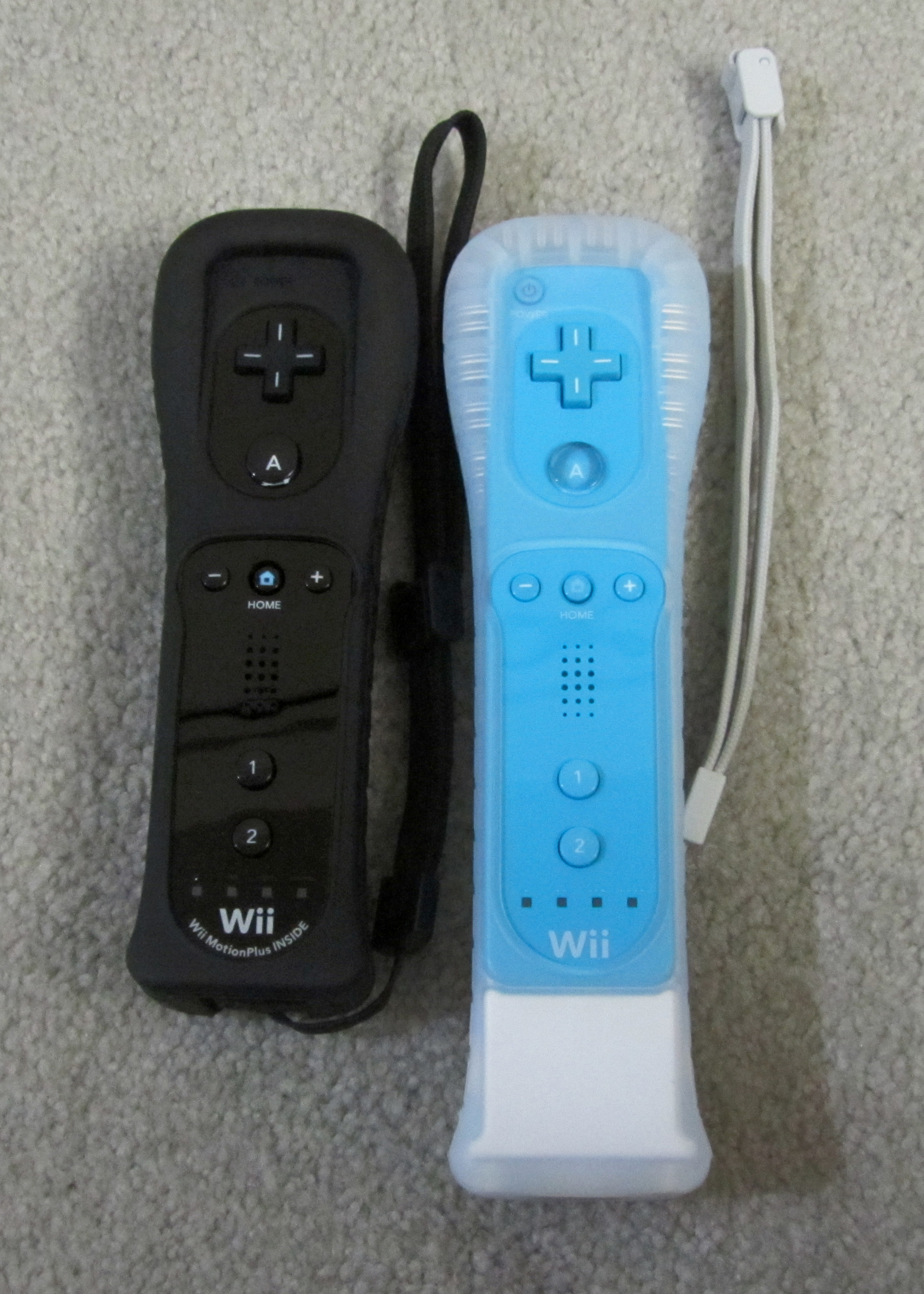
Télécommande Wii Plus noire (gauche), et télécommande Wii bleue connectée à l'accessoire Wii MotionPlus (droite).

Le Wii MotionPlus est dévoilé par Nintendo le 14 juillet 2008,. Il apporte en plus des accéléromètres de la télécommande Wii un capteur gyroscopique. Le mouvement du joueur est alors plus fidèlement capté, ce qui permet de pallier les limites de la télécommande Wii pour des jeux réclamant plus de précision (combat au sabre, « découpage de bûche au centimètre près » par exemple). Le prix de cette extension, avec le jeu de sports nommé Wii Sports Resort est d'environ 50 euros en Europe. Le jeu avec son accessoire est sorti le 12 juin 2009. Pour les développeurs de jeux, ce nouvel accessoire s'accompagne d'un logiciel, le LiveMove2.
Le Wii MotionPlus se présente sous la forme d'un petit bloc blanc qui se branche à l'arrière de la télécommande Wii. De plus, à l'arrière de l'accessoire se trouve un port permettant de brancher le Nunchuk, ou d'utiliser un autre accessoire en même temps que le capteur. Il coûte environ 20 €, mais est inclus avec de nombreux packs de jeux. Ce nouvel accessoire n'est pas rétrocompatible avec les anciens jeux Wii[réf. nécessaire]. À l'E3 2011, Télécommande Wii Plus dorée est annoncée en même temps que la date de sortie du jeu The Legend of Zelda: Skyward Sword. Il est disponible en un temps limité.
Les jeux Wii compatibles avec le Wii MotionPlus incluent notamment : Wii Sports Resort, Wii Play: Motion, Grand Chelem Tennis Wii, Virtua Tennis 2009, Tiger Woods PGA Tour 10, Red Steel 2, FlingSmash (originellement appelé Span Smasher), The Legend of Zelda: Skyward Sword, Le Secret de la Licorne, Big Catch Bass Fishing 2, Shaun White Snowboarding : World Stage, Academy of Champions : Football, Avatar, NHL 2K10, Zangeki no Reginleiv, Monster Hunter 3, et LET'S Dance. Les jeux WiiWare compatibles avec le Wii MotionPlus incluent notamment : Crazy Mini Golf 2, et Rage of the Gladiator.
Auparavant, cette extension était additionnelle à la télécommande, mais désormais certaines intègrent le Wii MotionPlus. Ces télécommandes Wii sont appelées télécommande Wii Plus (Wii Remote Plus en anglais), et intègrent le Wii MotionPlus. La télécommande Wii Plus a la même taille que les télécommandes Wii classiques.

### Wii Light Gun
Le Wii Light Gun est initialement présenté à l'E3 2006. Il s'agit d'une extension non fabriquée par Nintendo permettant de convertir sa télécommande Wii en simulateur de pistolet, en l'encastrant très simplement dans le canon, et de brancher sa Nunchuk à la crosse du revolver par la même occasion. Le système est très simple: lorsque détente est pressée, la gâchette « B » de la télécommande Wii est enclenchée.

## Accessoires

### Wii Zapper

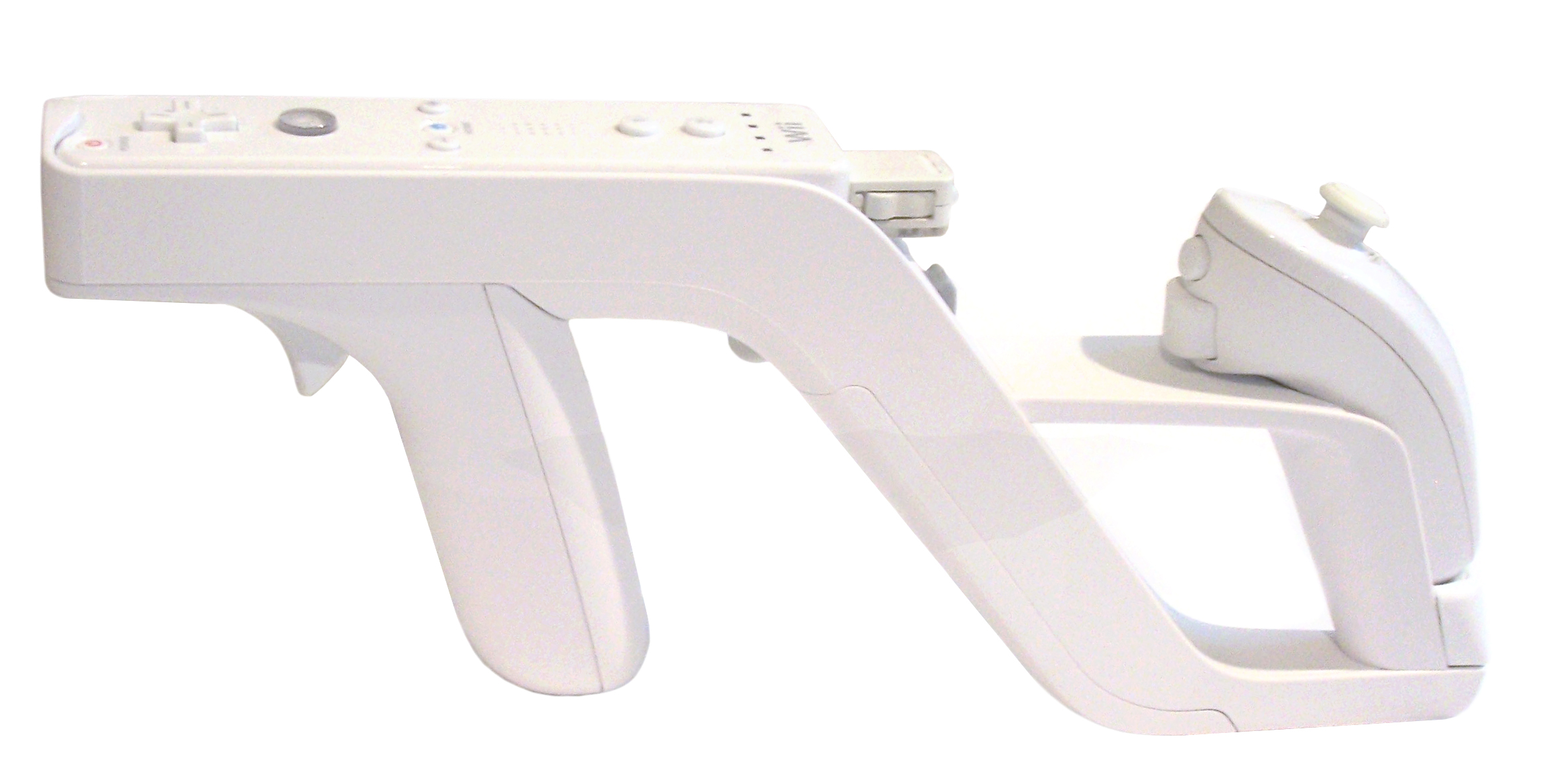
Wii Zapper, dans sa version finale.

Initialement commercialisé en 2007, le Wii Zapper permet d'utiliser la télécommande Wii en tant que simulateur de mitraillette. Il est équipé d'un stick analogique et d'une détente. Son nom, le Wii Zapper, lui est attribué en référence au pistolet optique du NES, le NES Zapper. Contrairement aux deux extensions précédentes, le Zapper n'est pas relié à la télécommande par un fil : c'est la télécommande Wii qui s'encastre en lui, tandis que le Nunchuk se loge dans la poignée située à l'arrière. Le Wii Zapper est vendu en pack avec le jeu Link's Crossbow Training.

### Wii Wheel

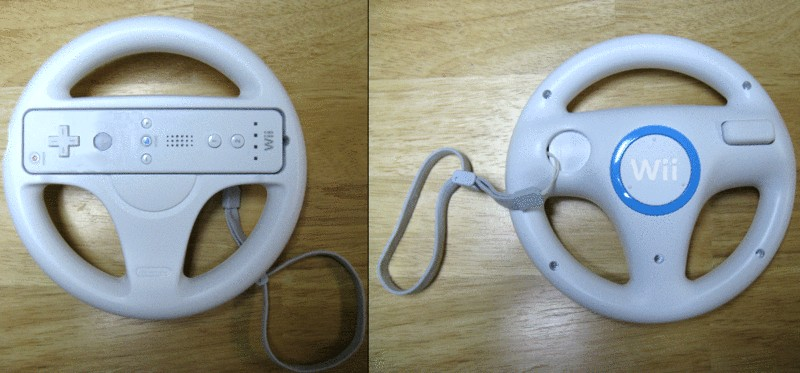
Wii Wheel.

Le Wii Wheel est une extension fournie avec le jeu vidéo Mario Kart Wii. En Europe, le prix initial annoncé est de 9,99 € pour le boitier seul, soit deux euros de plus que le prix initial japonais. Le Wii Wheel est un boitier possédant la forme d'un volant automobile. Le joueur y insère sa télécommande Wii, et cela lui permet de jouer plus aisément à un jeu dont le gameplay est axé sur la conduite d'un véhicule. L'accessoire s'utilise de la manière qu'un volant d'automobile classique, en le faisant tourner à droite et à gauche pour diriger le véhicule à l'écran.

### Guitare
La guitare, une imitation de guitare en plastique sans cordes, est dédiée aux jeux de guitare sur Wii. Il ne s'agit pas d'une extension officielle fabriquée par Nintendo. Le manche est pourvu de cinq boutons simulant le pincement des cordes, et la partie centrale est dotée d'un large bouton plat, conçu pour imiter le fait de gratter les cordes avec un médiator. La guitare possède également un vibrato fonctionnel, ainsi que quelques autres boutons.
Il existe deux types de guitares pour la Wii. Les guitares pour Guitar Hero sont des extensions pour la télécommande Wii reconnues comme une manette classique. En plus de la guitare officielle, vendue avec le jeu ou séparément, des éditeurs tiers fabriquent des guitares compatibles (par exemple, la société PEGA HK). La guitare pour Rock Band est une extension USB pour la console. Le coffret du jeu comprend également un micro et une batterie.

## Autres utilisations possibles
Johnny Chung Lee, est chercheur à la Carnegie Mellon University de Pittsburgh. Il travaille sur les interactions homme-machine. Il utilise le capteur infrarouge de la télécommande Wii et branche cette dernière en Bluetooth sur un PC. Il arrive ainsi à créer un écran tactile ou un écran interactif à la manière du film Minority Report. Un système de Head Tracking (capture du mouvement de la tête) est aussi créé grâce à la télécommande Wii. Des logiciels comme celui proposé par Uwe Schmidt permettent de paramétrer et de calibrer facilement ce détournement. Il est ensuite nécessaire d'utiliser un logiciel pour interagir avec le tableau numérique comme Open Sankoré qui est à la fois open-source et multi-systèmes d'exploitation.
Usine Hollyhock, de Sensomusic (logiciel musical disponible sur Mac et PC) permet d'utiliser la télécommande Wii et le Nunchuck comme contrôleur MIDI pour piloter des synthétiseurs virtuel ou des fichiers audio. Osculator est un logiciel disponible sur Mac permettant d'utiliser la télécommande Wii pour de multiples expériences musicales et ludiques. Il permet par exemple de jouer à des jeux Mac, ou à des jeux émulés en utilisant la télécommande Wii.
La télécommande Wii est compatible avec le téléphone mobile N900 de Nokia qui peut se transformer ainsi en console de jeux de salon grâce à sa sortie TV. Elle est également compatible avec la plupart des émulateurs (GBA, GBC, SNES, Mega Drive…) disponibles sur smartphones Android pour servir de manette au lieu d'utiliser l'écran tactile ou les touches physiques.